# The Perfect Host
Pour plus de détails, voir Fiche technique et Distribution.
The Perfect Host est un film américain, comédie noire, réalisé par Nick Tomnay, sorti en 2010. Il s'agit d'un remake version longue d'un court métrage du même Nick Tomnay de 2001, The Host.

## Synopsis
John Taylor, qui vient d'être blessé au pied après un braquage, cherche un refuge où se cacher. Il se rend dans une maison à proximité, celle de Warwick Wilson. Celui est en train d'organiser une fête chez lui, à laquelle John parvient à se faire inviter en se faisant passer pour l'ami d'un ami. Il explique sa blessure par une sombre histoire d'agression. Mais Warwick Wilson, qui s'est montré attentionné et très accueillant, un hôte absolument parfait en somme, n'est peut-être pas finalement celui qu'il semble être…

## Fiche technique
- Titre : The Perfect Host
- Titre original : The Perfect Host
- Réalisation : Nick Tomnay
- Scénario : Nick Tomnay, Krishna Jones
- Musique : John Swihart (en)
- Directeur de la photographie : John Brawley
- Montage : Nick Tomnay
- Distribution des rôles : Craig Campobasso, Joy Todd
- Décors : Malinda Brabetz
- Direction artistique : Ricardo Jattan, Hak Kyun Choi
- Costumes : Cynthia Herteg
- Production : Mark Victor (en), Stacey Testro, Preferred Content, Magnolia Pictures
- Pays d'origine :  États-Unis
- Genre : comédie noire
- Durée : 92 minutes
- Public :
  -  R - Restricted (Les mineurs (17 ans et moins) doivent être accompagnés d'un adulte)

## Distribution
- David Hyde Pierce : Warwick Wilson
- Clayne Crawford : John Taylor
- Helen Reddy : Cathy Knight
- Tyrees Allen (en) : Roman
- Megahn Perry : Simone de Marchi
- Brooke Mikey Anderson (en) : voleuse
- Cheryl Francis Harrington (en) : employée du loueur de voiture
- Joseph Will (en) : détective Valdez
- Nathaniel Parker : détective Morton
- Cooper Barnes : Rupert

## Récompenses et distinctions

### Récompenses
- Saturn Award 2012 :
  - Saturn Award de la meilleure édition DVD